# Império do Espírito Santo de São Pedro (Rua de Trás)
O Império do Espírito Santo de São Pedro (Rua de Trás) é um Império do Espírito Santo português que se localiza na freguesia açoriana de São Pedro, concelho de Angra do Heroísmo, ilha Terceira, arquipélago dos Açores.
Este Império do Espírito Santo tem a sua fundação no século XIX mais precisamente no ano de 1877.